# Ask.com
Ask.com – wyszukiwarka internetowa, wprowadzona w 1996 roku. Dawniej jako Ask Jeeves (nazwa ta pochodziła od bohatera humorystycznych powieści i opowiadań P.G. Wodehouse'a – kamerdynera Jeevesa.
Ask.com to czwarta co do wielkości wyszukiwarka w USA.